# 三ツ知
株式会社三ツ知（みツち、英: Mitsuchi Corporation）は、愛知県春日井市に本社を置く自動車部品メーカー。
主に自動車向けのファスナーの製造を行っている。

## 沿革
- 1963年（昭和38年）6月17日 - 「三ツ知鋲螺株式会社」として設立[2]。
- 1975年（昭和50年）2月 - 「株式会社三ツ知」に商号変更[2]。
- 2000年（平成12年）7月 - ISO 9002認証を取得[2]。
- 2003年（平成15年）7月 - ISO 9001認証を取得[2]。
- 2007年（平成19年）7月25日 - ジャスダックへ株式を上場[2][3]。
- 2011年（平成23年）12月1日 - TRWオートモーティブジャパン株式会社の分割子会社の全株式を取得し、株式会社三ツ知春日井を設立[2][4]。
- 2016年（平成28年）9月1日 - 名古屋証券取引所市場第2部へ株式を上場[2]。
- 2017年（平成29年）1月6日 - 本社を名古屋市守山区から春日井市に移転[5]。
- 2019年（令和元年）7月 - 子会社の株式会社三ツ知春日井を吸収合併[2]。
- 2020年（令和2年）
  - 3月 - 穴田工場を閉鎖[2]。
  - 12月1日 - 株式会社創世エンジニアリングの全株式を取得し、子会社化[6][7]。

## 事業所
- 本社・本社工場（愛知県春日井市）
- 本社物流センター（愛知県春日井市）[8]
- 営業部 関東営業所（埼玉県大宮市）[8]
- 営業部 広島営業所（広島県広島市）[8]
- 営業部 九州営業所（福岡県久留米市）

## 関連会社
連結子会社
- 株式会社三ツ知製作所（三重県松阪市）
- 株式会社三ツ知部品工業（愛知県春日井市）
- 株式会社創世エンジニアリング（福岡県久留米市）
- Thai Mitchi Corporation Ltd.（タイ）
- Mitsuchi Corporation of America（アメリカ）
- 三之知通用零部件（蘇州）有限公司（中国江蘇省）

## 社名の由来
設立当初は文字通り「三ツ知」は三つの知恵という意味。